# Conservatori Gallesi
I Conservatori Gallesi (in inglese Welsh Conservatives, in gallese Ceidwadwyr Cymreig), noti anche come Partito Conservatore Gallese (in inglese Welsh Conservative Party, in gallese Plaid Ceidwadwyr Cymreig) costituiscono la parte del Partito Conservatore del Regno Unito che opera nel Galles. Alle elezioni generali, è il secondo partito più popolare del Galles, avendo ottenuto la seconda più alta percentuale di voto in ogni elezione generale dal 1931. Alle elezioni generali del 2019 si è posizionato al terzo posto. Il partito detiene nessun seggio gallese al Parlamento del Regno Unito, e 16 dei 60 seggi del Parlamento gallese.
Alle elezioni generali del 2019, i conservatori gallesi, con 14 seggi e il 36,1% dei voti, hanno ottenuto il loro miglior risultato da un secolo.

## Leader
La carica di leader dei Conservatori Gallesi viene formalmente istituita all'apertura della prima Assemblea gallese, il 12 maggio 1999. Tuttavia, in precedenza si erano svolte le elezioni primarie del partito, il 10 novembre 1998.
| Leader | Leader | Leader        | Inizio mandato      | Fine mandato    |
| ------ | ------ | ------------- | ------------------- | --------------- |
| 1      |        | Rod Richards  | 10 novembre 1998    | 18 agosto 1999  |
| 2      |        | Nick Bourne   | 18 agosto 1999      | 7 maggio 2011   |
| 3      |        | Paul Davies   | 7 maggio 2011       | 14 luglio 2011  |
| 4      |        | Andrew Davies | 14 luglio 2011      | 27 giugno 2018  |
| (3)    |        | Paul Davies   | 27 giugno 2018      | 23 gennaio 2021 |
| (4)    |        | Andrew Davies | dal 24 gennaio 2021 | in carica       |

### Vice leader
La carica di vice leader dei Conservatori Gallesi viene istituita il 19 luglio 2011 da Andrew R. T. Davies quando questi forma la squadra del suo governo ombra. La funzione scomparve quando quest'ultimo rinunciò alla guida del partito il 27 giugno 2018.
| Leader | Leader      | Inizio mandato | Fine mandato   |
| ------ | ----------- | -------------- | -------------- |
|        | Paul Davies | 19 luglio 2011 | 27 giugno 2018 |

### Presidenti
| Leader | Leader | Leader                               | Inizio mandato | Fine mandato |
| ------ | ------ | ------------------------------------ | -------------- | ------------ |
| 1      |        | Catrin Edwards                       | fino al 2012   | –            |
| 2      |        | Jeff James                           | 2012           | 2014         |
| 3      |        | Jonathan Evans                       | 2014           | 2017         |
| 4      |        | Byron Davies, barone Davies di Gower | 2017           | 2020         |
| 5      |        | Glyn Davies                          | dal 2020       | in carica    |

## Risultati elettorali

### Elezioni al Parlamento europeo
| Anno | Percentuale | Seggi |
| ---- | ----------- | ----- |
| 1979 | 36,6%       | 1 / 4 |
| 1984 | 25,4%       | 1 / 4 |
| 1989 | 23,5%       | 0 / 4 |
| 1994 | 14,6%       | 0 / 5 |
| 1999 | 22,8%       | 1 / 5 |
| 2004 | 19,4%       | 1 / 4 |
| 2009 | 21,2%       | 1 / 4 |
| 2014 | 17,4%       | 1 / 4 |
| 2019 | 6,5%        | 0 / 4 |

### Elezioni al Parlamento del Regno Unito

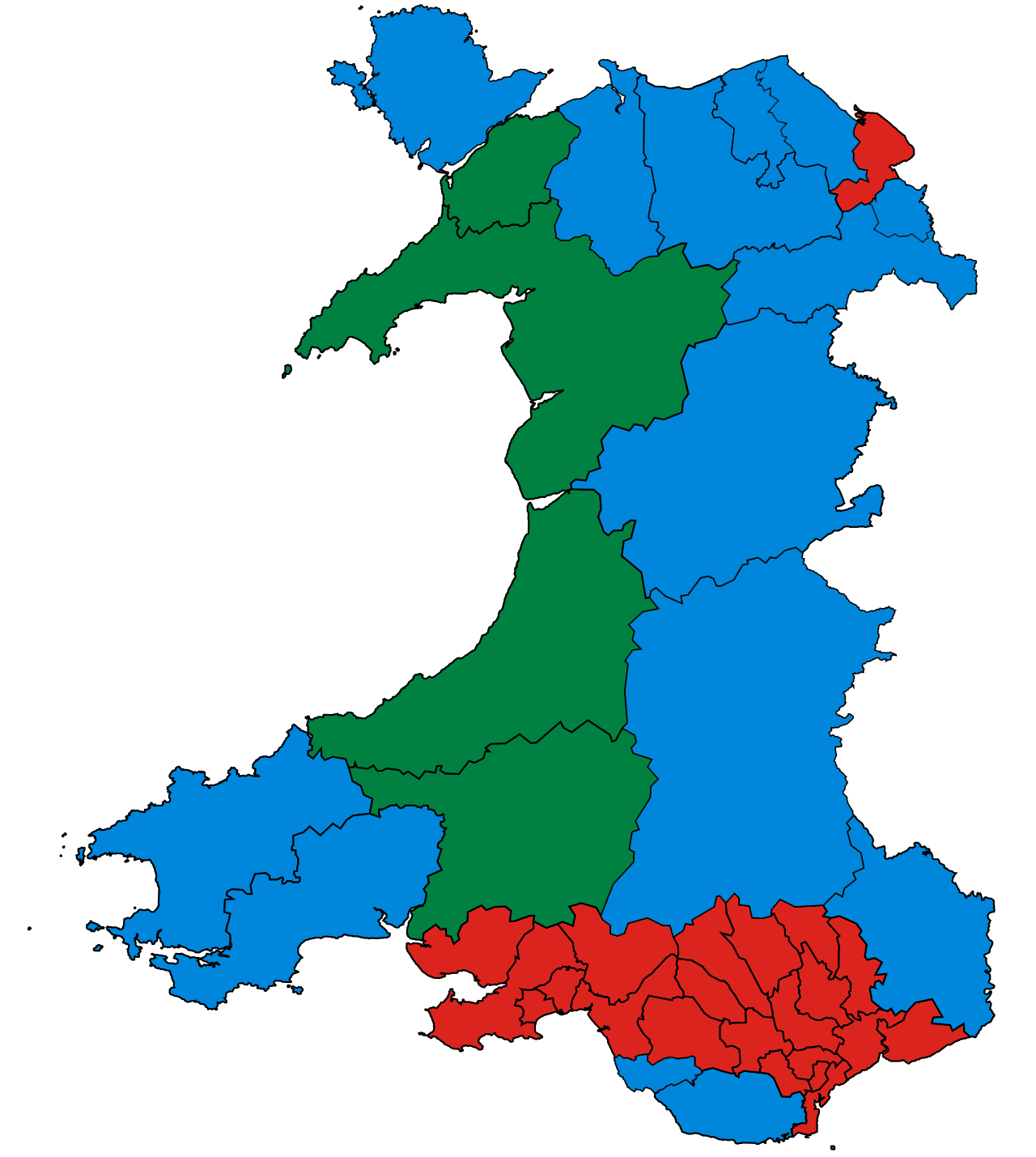
Risultati del conservatori gallesi alle elezioni generali del 2019

| Anno       | Percentuale di voti | Seggi   |
| ---------- | ------------------- | ------- |
| 1922       | 21,4%               | 6 / 36  |
| 1923       | 21,0%               | 4 / 36  |
| 1924       | 28,3%               | 9 / 36  |
| 1929       | 21,9%               | 1 / 36  |
| 1931       | 22,1%               | 6 / 36  |
| 1935       | 23,3%               | 6 / 36  |
| 1945       | 16,5%               | 3 / 36  |
| 1950       | 21,0%               | 3 / 36  |
| 1951       | 27,6%               | 5 / 36  |
| 1955       | 26,7%               | 5 / 36  |
| 1959       | 29,6%               | 6 / 36  |
| 1964       | 27,6%               | 6 / 36  |
| 1966       | 27,0%               | 3 / 36  |
| 1970       | 27,7%               | 7 / 36  |
| 1974 (Feb) | 25,9%               | 8 / 36  |
| 1974 (Ott) | 23,9%               | 8 / 36  |
| 1979       | 32,2%               | 11 / 36 |
| 1983       | 31,0%               | 14 / 38 |
| 1987       | 29,5%               | 8 / 38  |
| 1992       | 28,6%               | 6 / 38  |
| 1997       | 19,6%               | 0 / 40  |
| 2001       | 21,0%               | 0 / 40  |
| 2005       | 21,4%               | 3 / 40  |
| 2010       | 26,1%               | 8 / 40  |
| 2015       | 27,2%               | 11 / 40 |
| 2017       | 33,6%               | 8 / 40  |
| 2019       | 36,1%               | 14 / 40 |
| 2024       | 18,2%               | 0 / 32  |

### Elezioni al Parlamento gallese

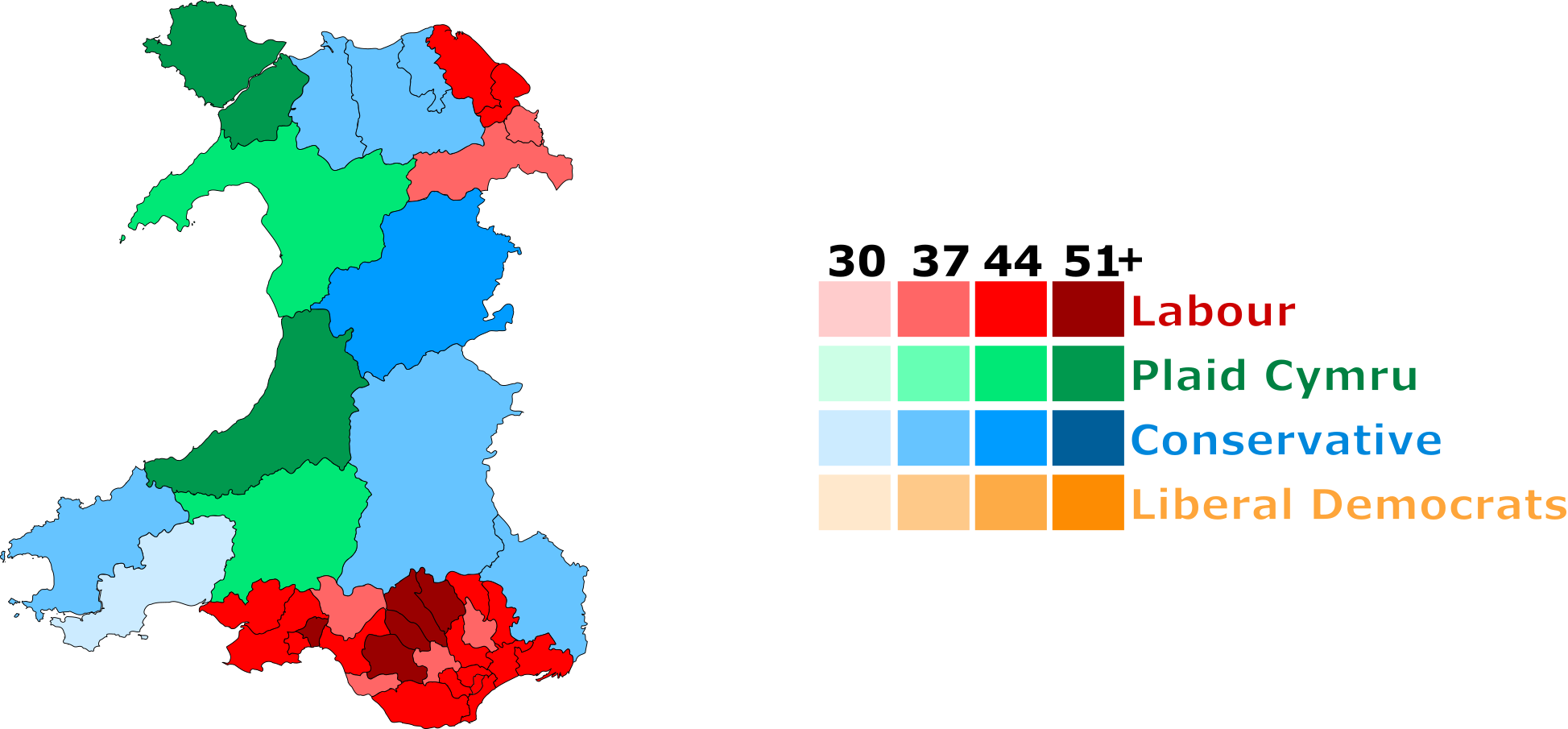
Risultati dei conservatori gallesi alle elezioni del 2021

| Anno | Percentuale (collegi) | Percentuale (liste) | Seggi   | Posizione | Esito       |
| ---- | --------------------- | ------------------- | ------- | --------- | ----------- |
| 1999 | 15,8%                 | 16,5%               | 9 / 60  | Terzo     | Opposizione |
| 2003 | 19,9%                 | 19,2%               | 11 / 60 | Terzo     | Opposizione |
| 2007 | 22,4%                 | 21,4%               | 12 / 60 | Terzo     | Opposizione |
| 2011 | 25,0%                 | 22,5%               | 14 / 60 | Terzo     | Opposizione |
| 2016 | 21,1%                 | 18,8%               | 11 / 60 | Terzo     | Opposizione |
| 2021 | 26,1%                 | 15,1%               | 16 / 60 | Secondo   | Opposizione |